# Diocèse de Jujuy
Le diocèse de Jujuy (en latin : Dioecesis Iuiuyensis ; en espagnol : Diócesis de Jujuy) est un diocèse de l'Église catholique en Argentine, suffragant de l'archidiocèse de Salta.

## Territoire
IL comprend dix départements de la province de Jujuy : Doctor Manuel Belgrano, El Carmen, Ledesma, Palpalá, San Antonio, San Pedro, Santa Bárbara, Tilcara, Tumbaya et Valle Grande ce qui correspond à un territoire d'une superficie de 20 082 km2 divisé en 42 paroisses. 
Le siège épiscopal est dans la ville de San Salvador de Jujuy avec la cathédrale Saint-Sauveur où se trouvent les reliques du bienheureux Pierre Ortiz de Zárate, prêtre argentin martyr. La même ville possède une basilique mineure dédiée à saint François d'Assise. La commune de Río Blanco (es), située à 8 km du centre de San Salvador de Jujuy, est un lieu de pèlerinage à Notre-Dame du Rosaire.

## Historique
Le diocèse est érigé le 20 avril 1934 par la constitution apostolique Nobilis Argentinae nationis du pape Pie XI en prenant sur le territoire du diocèse de Salta qui est élevé le même jour au rang d'archidiocèse métropolitain et dont Jujuy devient suffragant.
Par la lettre apostolique Singulari studio du 1er juillet 1960, le pape Jean XXIII décrète que la Vierge Marie vénérée sous le vocable de Notre-Dame du Rosaire est la patronne principale du diocèse.
Il cède une portion de son territoire le 8 septembre 1969 pour l'érection de la prélature territoriale de Humahuaca.

## Évêques
- Enrique José Mühn, S.V.D (13 septembre 1934 - 2 août 1965)
- José Miguel Medina (8 septembre 1965 - 7 juillet 1983)
- Arsenio Raúl Casado (7 juillet 1983 - 15 juin 1994), nommé archevêque de Tucumán
- Marcelino Palentini, S.C.I (11 juillet 1995 - 18 septembre 2011)
- César Daniel Fernández depuis le 7 juin 2012